# المسؤولية الاجتماعية للشركات

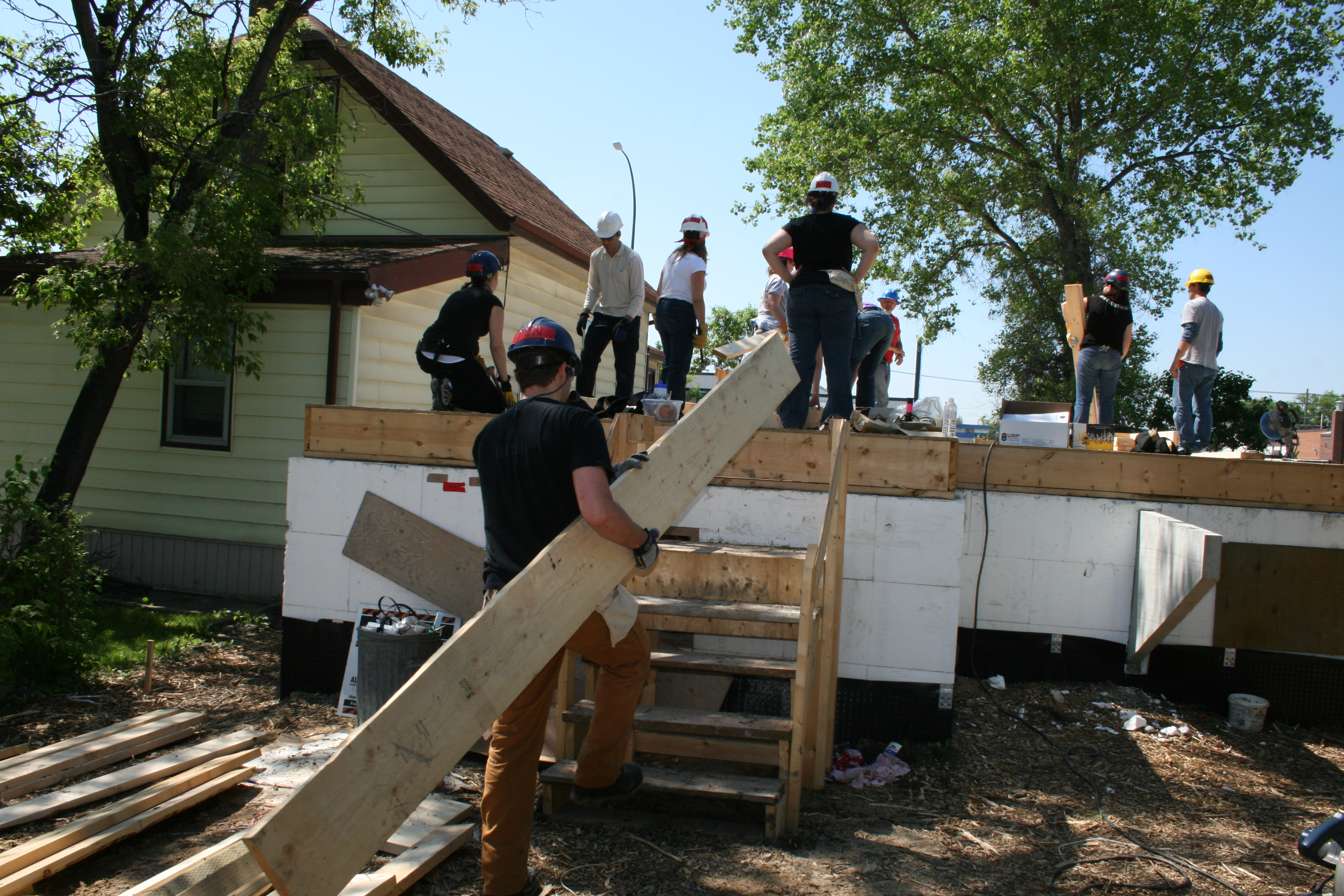

المسؤولية الاجتماعية للشركات (CSR)، والمعروفة أيضا بمسؤولية الشركات، ومواطنة الشركات، العمل المسؤول، العمل المسؤول المستمر (SRB)، أو أداء المؤسسات الاجتماعية،  وهو شكل من أشكال تقرير الشركات والتنظيم وتم إدماجها في نموذج الأعمال التجارية. ومن الناحية المثالية، فإن سياسة المسؤولية الاجتماعية للشركات تعد بمثابة مدمج، وآلية التنظيم الذاتي التي يمكن من خلالها العمل الذي من شأنه رصد وضمان التزامها بالقانون والمعايير الأخلاقية والدولية ووضع القواعد. ورجال الأعمال من شأنهم تبني المسؤولية عن طريق تأثير أنشطتها على البيئة والمستهلكين والعاملين، والمجتمعات المحلية وأصحاب المصلحة وجميع الأعضاء الآخرين في المجال العام. وعلاوة على ذلك، فإن الأعمال تكون استباقية لاي تعزيز في المصلحة العامة وذلك عن طريق تشجيع نمو وتطور المجتمع، وطوعا القضاء على الممارسات التي تضر في المجال العام، بغض النظر عن الشرعية. ويعد CSR أساسا، إدراج المسؤولية الاجتماعية المتعمدة لشركات المصلحة العامة في قرار شركات القرارات، وتكريم من خط ثلاثي القاع: الناس والكوكب والربح.
وتعد ممارسة المسؤولية الاجتماعية للشركات هي موضع نقاش وانتقادات واسع. ويرى المؤيدون أن هناك طلبا قويا لقضية المسؤولية الاجتماعية للشركات التجارية، والشركات التي تستفيد بطرق عديدة من خلال العمل مع منظور أوسع وأطول من آثارها المباشرة الخاصة، أي الأرباح قصيرة الأجل. ويجادل المنتقدون على أن تصرف المسؤولية الاجتماعية للشركات من الدور الاقتصادي الأساسي للشركات، والبعض الآخر يرى أنه ليس أكثر من نافذة سطحية مزينة، وآخرون يقولون انها محاولة لاستباق دور الحكومات كرقيب على الشركات القوية متعددة الجنسيات.

## مفهوم المسؤولية الاجتماعية للشركات
ورد مصطلح "المسؤولية الاجتماعية لأول مرة لعام 1923 م، حين أشار (شلدون) إلى أن مسؤولية أي منظمة هي بالدرجة الأولى مسؤولية اجتماعية، وأن بقاء أي منظمة واستمرارها يحتم عليها أن تلتزم وتستوفي مسؤوليتها الاجتماعية عند أدائها لوظائفها المختلفة. وفي عام 1953 م صدر كتاب Bowel بعنوان: "المسؤولية الاجتماعية لرجال الأعمال"، حيث لقى المفهوم اهتماماً من قبل الباحثين، الأكاديميين والمنظمات الدولية؛ نظراً للتأثير الذي يمكن أن تحدثه المؤسسة في محيطها الداخلي والخارجي من خلال التأثير في سلوك مختلف المتعاملين معها، وبـالرغم مـن صـعوبة تحديـد تعريـف دقيـق لمفهـوم المسؤولية المجتمعيـة ؛ إلا أن هنـاك عـدة اجتهـادات للتعريـف بها؛ إذ عرفهـا بعض البـاحثين بأنهـا " جميـع القـرارات والفلسفات والأفعال والطرق التدبيرية التي تعتبر تطور ورفاهية المجتمع هدفاً لها.وتشمل المسؤولية المجتمعية بمفهومها الواسـع والشـامل الالتـزام بتحقيـق التوازن بـين أطـراف متعـددة لكنهـا مترابطـة تتمثـل بمصـالح وحاجـات كـل مـن المنظمـات الانتاجيـة والعـاملين فيهـا والبيئـة الخارجيـة والمجتمـع كمـا أن نشـاطات المنظمـة مـن حيـث النوعية تصنف إلى نشاطات حماية البيئة والتفاعل مع المجتمع المحلـي وحمايـة المسـتهلك والنشـاطات المتعلقـة بالعـاملين. ومن التعريفات التي أطلقت علي مصطلح CSR ما كتب في عام 1975 بواسطة Elias & Epstein، حيث عرف CSR بأنها الإفصاح عن بعض أعمال المؤسسة، فيما يتعلق بالأنشطة الاجتماعية من ناحية أدائهاأو تأثيرها في المجتمع.

### تعريف المفوضية الأوروبية للمسؤولية الاجتماعية
المسؤولية الاجتماعية هي مسؤولية المنظمة أمام تأثيرات نشاطها على المجتمع، وللقيام بهذه الوظيفة ينبغي على المنظمة احترام القوانين، والقواعدالتنظيمية والمعاهدات التي أبرمتها مع مختلف الأطراف، وحتى تؤدي المؤسسة هذه الوظيفة بشكل جيد يفترض أن تدخل في شراكات محدودة مع مختلف الأطراف وتحديد المسار الموجه نحو إدراج اهتمامات المنظمة للمسائل الاجتماعية والبيئية والأخلاقيات واحترام حقوق الإنسان والمستهلك سواء في أنشطتها التشغيلية أو في وضعها لاستراتيجيتها.

### تعريف منظمة الأيزو للمسؤولية الاجتماعية
المسؤولية الاجتماعية للمؤسسة تعبر عن مسؤوليتها اتجاه ثأير القرارات والأنشطة التي تقوم بها على البيئة والمجتمع والتي تنعكس في سلوك خلقي من خلال:
- التنمية المستدامة بما فيها الصحة ورفاهية المجتمع.
- الأخذ بعين الاعتبار ما تتوقعه المجموعات الضاغطة.
- احترام القوانين مع مراعاة المعايير الدولية.
- جعلها ضمن ثقافة المنظمة وعلاقاتها.

### تعريف المجلس العالمي للأعمال من أجل التنمية المستدامة
«المسؤولية الاجتماعية للشركات هي التزام مؤسسات الأعمال المتواصل بالسلوك الأخلاقي وبالمساهمة في التنمـية الاقتصادية وفي الوقت ذاته تحسين نوعية حياة القوى العاملة وأسرها فضلاً عن المجتمعات المحلية والمجتمع عامة».

### تعريف المنتدى الدولي لقادة الأعمال
«تعني المسؤولية الاجتماعية للشركات: ممارسات الأعمال التجارية المتسمة بالانفتاح والشفافية والقائمة عـلى مبادئ أخلاقية واحترام الموظفين والمجتمع والبيئة. وصُمِّمت تلك المسؤولية لإتاحة قيمة مستدامة للمجتمع عامة، إضافة إلى المساهمين».

### تعريف الغرفة التجارية الدولية
«التزام مؤسسات الأعمال الطوعي بإدارة أنشطتها على نحو مسؤول».

## تأثير المسؤولية الاجتماعية للشركات
1. التوظيف: يُعدُّ من أهم مصادر التنمية الاقتصادية. فالشـركات تقوم بتوظيف الأفراد بصورة مباشرة من خلال تعيين موظفين دائمين أو موظفين بموجب عقود.
2. توفـير المـوارد والمشتريات: توفير الموارد من شركات موجودة في المجتمعات المحلية قد يؤدي بالتالي إلى حفز التنمية الاقتصادية للمجتمع المحلي.
3. الاسـتثمار المالي. قيام الشركات باستثمار الأموال على أساس قصير أو طويل الأمد يعود على المجـتمعات المحلية بالعديد من الفوائد.
4. الأعمال الخيرية والاستثمار في المجتمع المحلي. يتضمن هذا إجمالاً توجيه الأموال النقدية والموارد إلى الأنشـطة التي تؤدي إلى حفز إيجاد الوظائف وتوليد الدخل في المجتمع المحلي، مثل التدريب بغـرض الإعداد للتوظيف، وتوفير السكن بتكلفة معقولة، وتطوير وتوسيع مؤسسات الأعمال التجارية الصغيرة، والإنعاش الاقتصادي، والاستثمار في تعليم الشباب أو تعزيز الظروف الصحية للشـباب في المجـتمع المحلي. وتقوم الشركات بهذه الأنشطة من خلال التبرع للمنظمات المعنية بتطوير المجتمع المحلي، وبالشراكة مع الوكالات غير الربحية وتصدر برامج الإنعاش الاقتصادي.[10][11]

## وصلات خارجية
- شبكة المسئولية الاجتماعية، موقع شبكة المسئولية الاجتماعية